# Rossmann
Dirk Rossmann GmbH (или просто Rossmann) — одна из крупнейших дрогери сетей в Европе. По состоянию на 2024 год сеть насчитывала 4966 магазинов по всей Европе. Большая часть отделений находилась в Германии (2311), а также в Польше (1780), Венгрии (более 240), Чехии (более 185), Турции (более 160), Испании (38), Азербайджане (34), Албании (21), Косово (13), Швейцарии (1). В 2024 году оборот компании составил 15,3 млрд евро.

## История
Компания была основана в 1972 году Дирком Россманном в Бургведеле— немецком городке рядом с Ганновером. Семья Россманнов до сих пор владеет 60 % компании, а оставшиеся 40 % принадлежат гон-конской компании A.S. Watson Group, купившей её в 2004 году у датской Kruidvat.
Ассортимент сети составляет более 21 000 наименований, однако зависит от размера и расположения каждого конкретного магазина. Помимо обычных аптечных товаров, таких как товары для волос, кожи и тела, в сети продаются товары для животных, парфюмерия, органические продукты питания, вино, а также предоставляются фото-услуги. Rossmann принадлежит 29 собственных брендов, такие как Babydream, Facelle, Sunozon, Winston, Isana и Alterra.